# Hypognatha cryptocephala
Hypognatha cryptocephala är en spindelart som beskrevs av Cândido Firmino de Mello-Leitão 1947. 
Hypognatha cryptocephala ingår i släktet Hypognatha och familjen hjulspindlar. Inga underarter finns listade i Catalogue of Life.